# マグウェ地方域
マグウェ地方域（—ちほういき）はミャンマーの行政区画である。

## 地理
ミャンマーの中部に位置し、ザガイン地方域、マンダレー地方域、バゴー地方域、ラカイン州、チン州に接する。

## 行政区画
- マグウェ県（英語版） -（マグウェ）
- ミンブ県（英語版） -（ミンブ）
- タイェッ県（英語版） -（Thayetmyo）
- パコック県（英語版） -（パコック）
- ガンゴー県（英語版） -（ガンゴー（英語版））